# Nanopartículas plasmónicas
Las nanopartículas plasmónicas son partículas metálicas de dimensiones nanométricas, cuya densidad electrónica puede acoplarse con la radiación electromagnética (luz) de cierta longitud de onda, debido a la naturaleza de la interfaz metal-dieléctrico entre el medio y las partículas. La interacción de la luz con las partículas metálicas se debe a un fenómeno llamado resonancia de plasmón de superficie localizado, es decir , la extensión del campo electromagnético evanescente que resulta mayor en ciertos puntos sobre la superficie de la partícula. Mediante este fenómeno los electrones libres de cada partícula metálica rodean a la nanopartícula produciendo una nube electrónica en su entorno. Cuando la radiación electromagnética incide sobre las nanopartículas, su campo eléctrico traslada a los electrones de su posición inicial a los extremos de la nanopartícula, presentando una carga positiva de un lado y una carga negativa del otro. Esto produce un nuevo campo eléctrico en dirección opuesta de la radiación electromagnética, causando oscilaciones sobre la nube electrónica de la nanopartícula, llamada condición de resonancia.
Las nanopartículas de oro y plata son un gran ejemplo con propiedades ópticas únicas. El color intenso de las suspensiones de nanopartículas de oro y plata se debe a este tipo de propiedades. Esta coloración resulta de la excitación colectiva de electrones de conducción de las nanopartículas, llamados plasmones de superficie localizado, debido a la incidencia con luz de cierta longitud de onda. Desde la antigüedad los romanos han utilizado esta propiedad dándole color al vidrio, un claro ejemplo es la copa de Licurgo, la cual está hecha de vidrio de sodio y calcio que comprende nanopartículas de oro y plata. La copa presenta naturalmente un color verde, pero cuando la luz a traviesa el vidrio, cambia a un color rojo intenso debido a la acción de la luz en las nanopartículas.

### Plasmones
Los plasmones son oscilaciones coherentes y colectivas de electrones libres a consecuencia de la formación de un dipolo en el material debido a las ondas electromagnéticas incidentes. Los electrones migran en el material para restaurar su estado inicial; sin embargo , las ondas de luz oscilan, lo que llevan a un cambio constante en el dipolo que obliga a los electrones a oscilar en la misma frecuencia que la luz entrando en un estado de resonancia. Este acoplamiento solo ocurre cuando la frecuencia de la luz es igual o menor que la frecuencia del plasma y por lo tanto se denomina frecuencia resonante. Las secciones trasversales de dispersión y absorbancia describen la intensidad de una frecuencia dada para ser dispersada o absorbida. Existen muchos procesos de fabricación o métodos de síntesis para la preparación de tales partículas, como la síntesis coloidal y métodos de litografía entre otros. Estos métodos de síntesis dependen del tamaño y la geometría deseados.

## Teoría
Las ecuaciones cuasiestáticas  que describen las secciones trasversales de  dispersión y  absorbancia para nanopartículas esféricas muy pequeñas son:
{\displaystyle {{\sigma }_{\rm {dispersion}}}={\frac {8\pi }{3}}{{k}^{4}}{{R}^{6}}{{\left|{\frac {{{\varepsilon }_{\rm {particula}}}-{{\varepsilon }_{\rm {medio}}}}{{{\varepsilon }_{\rm {particula}}}+2{{\varepsilon }_{\rm {medio}}}}}\right|}^{2}}}
{\displaystyle {{\sigma }_{\rm {abs}}}=4\pi k{{R}^{3}}\operatorname {Im} \left|{\frac {{{\varepsilon }_{\rm {particula}}}-{{\varepsilon }_{\rm {medio}}}}{{{\varepsilon }_{\rm {particula}}}+2{{\varepsilon }_{\rm {medio}}}}}\right|}
{\displaystyle {k}={{\surd \varepsilon }_{\rm {particula}}{\frac {\omega }{\mathbb {C} }}}}
Dónde  {\displaystyle {{\sigma }_{\rm {dispersion}}}} se define como la velocidad a la que la partícula dispersa la energía óptica, {\displaystyle {{\sigma }_{\rm {abs}}}}se define como la velocidad a la que la partícula absorbe la energía óptica, {\displaystyle k} es el número de onda del campo eléctrico, {\displaystyle R} es el radio de la partícula,  {\displaystyle {{\varepsilon }_{\rm {medio}}}} es la permitividad relativa del medio dieléctrico y {\displaystyle {{\varepsilon }_{\rm {particula}}}} es   la permitividad relativa del nanopartícula  definido  por 
{\displaystyle {{\varepsilon }_{\rm {particula}}}=1-{\frac {\omega _{\rm {p}}^{2}}{{{\omega }^{2}}+\mathrm {i} {\omega }{\gamma }}}}
{\displaystyle {\omega }_{\rm {p}}={\surd 3}{(\omega }_{res})}
conocido como el  Modelo de Drude para los electrones libres dónde {\displaystyle {{\omega }_{\rm {p}}}} es la frecuencia del plasma de los electrones libres de conducción ,{\displaystyle {\gamma }} es la frecuencia de relajación de los portadores de carga, {\displaystyle \omega } es  la frecuencia de la radiación electromagnética, y {\displaystyle {\omega }_{res}} es la frecuencia clásica del plasmón de superficie. Esta ecuación es el resultado  de solucionar la ecuación diferencial para un oscilador armónico con una fuerza de motriz proporcional al campo eléctrico al que está sujeta la partícula. Para una derivación más completa, ver el plasmón de superficie.
Tomando en cuenta la teoría de Mie para poder describir la absorción de la luz para nanopartículas esféricas muy pequeñas por medio de la permitividad relativa {\displaystyle {{\varepsilon }_{\rm {particula}}}} dopado en un medio con la permitividad relativa del dieléctrico ({\displaystyle {{\varepsilon }_{\rm {medio}}}}), dicha frecuencia de resonancia se puede predecir cuando
{\displaystyle {{\varepsilon }_{\rm {particula}}}=-2{{\varepsilon }_{\rm {medio}}}}
Es posible deducir las condiciones de resonancia para estas ecuaciones cuando se alcanza un valor aproximado de cero , como
{\displaystyle {{\varepsilon }_{\rm {particula}}}+2{{\varepsilon }_{\rm {medio}}}\approx 0}
Cuando se cumple esta condición, la sección trasversal es su máximo.
Estas secciones transversales son para partículas esféricas, o cuando se acoplan a 1 o más partículas que  forman  dímeros, como cuando cambia su geometría. Este principio es importante para varias aplicaciones.

## Aplicaciones

### Celdas solares plasmónicas
Debido a su capacidad de dispersar la luz nuevamente dentro de  la estructura fotovoltaica y la baja absorción, las nanopartículas plasmónicas están siendo investigadas como método para aumentar la eficacia de las  celdas solares . Forzando que el dieléctrico absorba más luz y así aumentar la eficiencia. Dependiendo del tamaño de las nanopartículas, puede aprovecharse su capacidad de dispersar la luz nuevamente dentro de la estructura fotovoltaica y la baja absorción. La incorporación de nanoestructuras plasmónicas en dispositivos fotovoltaicos tiene el potencial de superar los problemas de la captura de luz en películas delgadas. Es bien sabido que los plasmones de superficie están unidos a oscilaciones electromagnéticas de electrones en la interfaz entre un metal y un material dieléctrico, y han llamado la atención debido a su capacidad para guiar y confinar la luz en pequeños volúmenes. Se han obtenido resultados experimentales de la energía fotovoltaica utilizando el plasmón mejorado sobre Silicio, por lo cual han encontrado mejoras en la fotocorriente con un factor de 18 a 800nm.
Las estructuras plasmónicas pueden ofrecer al menos tres formas de reducir el espesor físico de las capas de absorción fotovoltaica, manteniendo constante su espesor óptico(absorción de la luz en un medio absorbente). En primer lugar, las nanopartículas metálicas se pueden utilizar como elementos de dispersión de longitud de onda para acoplar y atrapar libremente las ondas planas del Sol en una película delgada semiconductora absorbente, transfiriendo la luz en una capa absorbente delgada. En segundo lugar, las nanopartículas metálicas pueden utilizarse como antenas de sublongitud de onda en las que el campo cercano plasmónico se acopla al semiconductor, aumentando su absorción efectiva en la sección transversal. En tercer lugar, una película metálica ondulada sobre la superficie de una capa fina fotovoltaicamente absorbente puede unir la luz solar en modos de polaritones de plasmón de superficie (SPP) soportados en la interfaz metal/semiconductor, así como modos guiados en la superficie del semiconductor, con lo que la luz se convierte en fotoportadores en el semiconductor.
Los plasmones pueden excitarse mediante radiación óptica e inducir una corriente eléctrica a partir de  electrones calientes en materiales fabricados a base de partículas de oro y moléculas de porfina fotosensible, de tamaño preciso y patrones específicos. La longitud de onda a la que responde el plasmón es una función del tamaño y la dispersión de las partículas. El material se fabrica mediante nanolitografía ferroeléctrica. En comparación con la fotoexcitación, el material produce de tres a 10 veces la corriente.

### Espectroscopia Raman amplificada por efecto de superficie (SERS) y Diagnosis
La espectroscopia SERS es una técnica vibratoria ultrasensible que permite la detección y evaluación estructural  de cationes altamente sensibles de analitos de muy baja densidad a través de un incremento de los campos electromagnéticos que se originan por la excitación de plasmones de superficie localizados. SERS no solo proporciona información con respecto a la presencia del elemento químico, también de su forma química, estados de oxidación u iones complejos. La actividad SERS depende esencialmente de tres factores 1) el campo electromagnético generado por la nanoestructura plasmónica usado como potenciador de la óptica; 2) propiedades Raman intrínsecas de la molécula en estudio (la sección transversal); y, 3) la afinidad de la molécula de la superficie plasmónica (interacción absorbente-adsorbato).
Gracias a estas propiedades, SERS ha nacido como una poderosa herramienta analítica que se ha implementado durante la última década en diferentes aplicaciones, especialmente en el análisis y monitoreo ambiental, biodetección, diagnóstico y bioimagen. Ramón Alvarez-Puebla et al. mencionan sobre el uso de películas plasmónicas nanoestructuradas de plata u oro como elementos de detección, ultradetección in vivo de metabolitos, biodetección de patógenos, caracterización de proteínas e incluso el diagnóstico de organismos vivos mediante el uso de SERS directo. Por lo tanto, se han desarrollado nuevas metodologías que permiten la detección en la sangre, saliva, orina y otros biofluidos. Una opción atractiva es la explotación de interacciones específicas entre un agente de captura, unido químicamente al sustrato SERS (nanopartículas), y el analito presente en el fluido de interés. Existen sensores que trabajan de manera indirecta, es decir, la utilización de moléculas sin modos vibracionales, las cuales se deben de funcionalizar con un agente de alta sección transversal para que se absorban sobre la superficie plasmónica (nanopartícula) con el fin de detectarlas. Estos sensores registran los cambios inducidos de anticuerpos y ADN / ARN en su estructura, su respuesta de identificación posee una alta sección transversal y una mejora eficiente en los modos vibracionales, debido a las propiedades de las nanopartículas plasmónicas.

### Hipertermia (Tratamiento contra tumores)
La investigación preliminar indica que la absorción de nanorods de oro  funcionalizados con factor de crecimiento epidérmico  es suficiente para amplificar los efectos de la luz láser de baja potencia, de modo que pueden usarse para tratamientos de radiación dirigida. Las nanopartículas de oro tienen la capacidad de convertir la luz fuertemente absorbida en calor localizado y aprovecharse para la terapia fototérmica selectiva del cáncer y la infección bacteriana. Las nanopartículas actúan como biomarcadores en células cancerosas, produciendo un aumento de la especificidad del etiquetado y una disminución en la dosis del láser necesaria para matar las células enfermas, sin dañar las células sanas.
En la actualidad existe una tecnología que emplea nanopartículas de oro recubiertas con polietilenglicol (PEG) que se emplean como portadoras en la quimioterapia anticancerígeno. El recubrimiento de polietilenglicol (PEG) establece la biocompatibilidad en las nanopartículas, con el objetivo de minimizar la aglomeración de los tumores, y además enmascararlos del sistema inmunológico. Las nanopartículas recubiertas con PGE se inyectan por vía intravenosa, presentándose con mayor tiempo de retención en la sangre para acumularse en los tumores. O´Neal et al. han demostrado que la inyección de nanopartículas recubiertas de PEG en ratones a través de su vena de la cola da lugar a una acumulación preferencial en la región tumoral en el plazo de seis horas. La posterior irradiación del tejido en la región del infrarrojo cercano (NIR) produce la ablación selectiva de las regiones tumorales enriquecidas con nanopartículas, dejando intacto el tejido sano circundante.

## También
- Nanorod
- Plasmón de superficie localizado
- Celda solar plasmónica